# القلعتين (قسطلونة)
القَلعتين هي بلدية في مقاطعة قسطلونة في منطقة بلنسية في إسبانيا .

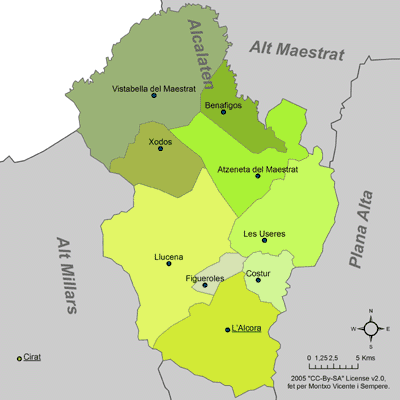
بلديات القلعتين